# Борова (притока Жеребця)
Борова (рос. Р. Боровая) — річка в Україні у Борівському й Кремінському районах Харківської й Луганської областей. Права притока річки Жеребець (басейн Азовського моря).

## Опис
Довжина річки приблизно 7,20 км, найкоротша відстань між витоком і гирлом — 6,88 км, коефіцієнт звивистості річки — 1,05. Формується багатьма безіменними струмками та загатами. Річка на деяких ділянках пересихає.

## Розташування
Бере початок в урочищі Олександрівка (в минулому село Олександрівка). Тече переважно на південний захід понад лісами Нескоромний та Ломоватий (в минулому тут був хутір Ломовий) і на північній околиці села Макіївка впадає у річку Жеребець, ліву притоку Сіверського Дінця.

## Цікаві факти
- У XIX столітті на річці існувало 3 вітряних млинів[1].